# Vuelta a Andalucía 2007
La Vuelta a Andalucía 2007, cinquantatreesima edizione della corsa valevole come prova del circuito UCI Europe Tour 2007 categoria 2.1, si svolse in 5 tappe dal 18 al 22 febbraio 2007 per un percorso totale di 823,2 km, con partenza da Villa de Otura ed arrivo ad Antequera. Fu vinto dallo spagnolo Óscar Freire del team Rabobank, che si impose in 20 ore 20 minuti e 55 secondi, alla media di 40,45 km/h.
Partenza da Villa de Otura con 104 ciclisti, dei quali 88 conclusero la vuelta.

## Tappe
| Tappa  | Data        | Percorso                  | km    | Vincitore di tappa | Leader cl. generale |
| ------ | ----------- | ------------------------- | ----- | ------------------ | ------------------- |
| 1ª     | 18 febbraio | Villa de Otura > La Zubia | 146,5 | Dario Cioni        | Dario Cioni         |
| 2ª     | 19 febbraio | Vegas del Genil > Cazorla | 156,6 | Óscar Freire       | Dario Cioni         |
| 3ª     | 20 febbraio | La Guardia de Jaén > Jaén | 165,7 | Max van Heeswijk   | Dario Cioni         |
| 4ª     | 21 febbraio | Cabra > Cordova           | 183,5 | Tom Boonen         | Dario Cioni         |
| 5ª     | 22 febbraio | Écija > Antequera         | 170,9 | Óscar Freire       | Óscar Freire        |
| Totale | Totale      | Totale                    | 823,2 |                    |                     |

## Squadre e corridori partecipanti
| N.    | Cod. | Squadra               |
| ----- | ---- | --------------------- |
| 1-7   | UNI  | Unibet.com            |
| 11-17 | LAM  | Lampre-Fondital       |
| 21-27 | QSI  | Quick Step-Innergetic |
| 31-37 | RAB  | Rabobank              |
| 41-47 | PRL  | Predictor-Lotto       |
| 51-57 | TMO  | T-Mobile Team         |
| 61-67 | AGR  | Agritubel             |
| 71-77 | SKS  | Skil-Shimano          |

| N.      | Cod. | Squadra                |
| ------- | ---- | ---------------------- |
| 81-87   | ACA  | Andalucía-Cajasur      |
| 91-97   | KGZ  | Karpin Galicia         |
| 101-107 | FTV  | Fuerteventura-Canarias |
| 111-117 | REL  | Relax-GAM              |
| 121-127 | SDV  | Saunier Duval-Prodir   |
| 131-137 | EUS  | Euskaltel-Euskadi      |
| 141-147 | GCE  | Caisse d'Epargne       |

## Dettagli delle tappe

### 1ª tappa
- 18 febbraio: Villa de Otura > La Zubia – 146,5 km

Risultati
| Pos. | Corridore     | Squadra         | Tempo    |
| ---- | ------------- | --------------- | -------- |
| 1    | Dario Cioni   | Predictor-Lotto | 3h31'56" |
| 2    | Antton Luengo | Euskaltel       | a 1"     |
| 3    | Óscar Freire  | Rabobank        | a 5"     |

| Pos. | Corridore     | Squadra         | Tempo    |
| ---- | ------------- | --------------- | -------- |
| 1    | Dario Cioni   | Predictor-Lotto | 3h31'56" |
| 2    | Antton Luengo | Euskaltel       | a 1"     |
| 3    | Óscar Freire  | Rabobank        | a 5"     |

### 2ª tappa
- 19 febbraio: Vegas del Genil > Cazorla – 156,6 km

Risultati
| Pos. | Corridore         | Squadra       | Tempo    |
| ---- | ----------------- | ------------- | -------- |
| 1    | Óscar Freire      | Rabobank      | 3h44'54" |
| 2    | Francisco Ventoso | Saunier Duval | s.t.     |
| 3    | Tadej Valjavec    | Lampre        | s.t.     |

| Pos. | Corridore         | Squadra         | Tempo    |
| ---- | ----------------- | --------------- | -------- |
| 1    | Dario Cioni       | Predictor-Lotto | 7h16'54" |
| 2    | Óscar Freire      | Rabobank        | a 1"     |
| 3    | Francisco Ventoso | Saunier Duval   | s.t.     |

### 3ª tappa
- 20 febbraio: La Guardia de Jaén > Jaén – 165,7 km

Risultati
| Pos. | Corridore          | Squadra        | Tempo    |
| ---- | ------------------ | -------------- | -------- |
| 1    | Max van Heeswijk   | Rabobank       | 3h57'34" |
| 2    | Óscar Freire       | Rabobank       | s.t.     |
| 3    | José Joaquín Rojas | Caisse d'Epar. | s.t.     |

| Pos. | Corridore         | Squadra         | Tempo     |
| ---- | ----------------- | --------------- | --------- |
| 1    | Dario Cioni       | Predictor-Lotto | 11h14'28" |
| 2    | Óscar Freire      | Rabobank        | a 1"      |
| 3    | Francisco Ventoso | Saunier Duval   | s.t.      |

### 4ª tappa
- 21 febbraio: Cabra > Cordova – 183,5 km

Risultati
| Pos. | Corridore         | Squadra    | Tempo    |
| ---- | ----------------- | ---------- | -------- |
| 1    | Tom Boonen        | Quick Step | 4h32'07" |
| 2    | Danilo Napolitano | Lampre     | s.t.     |
| 3    | Koldo Fernández   | Euskaltel  | s.t.     |

| Pos. | Corridore      | Squadra         | Tempo     |
| ---- | -------------- | --------------- | --------- |
| 1    | Dario Cioni    | Predictor-Lotto | 15h46'35" |
| 2    | Óscar Freire   | Rabobank        | a 1"      |
| 3    | Tadej Valjavec | Lampre          | s.t.      |

### 5ª tappa
- 22 febbraio: Écija > Antequera – 170,9 km

Risultati
| Pos. | Corridore       | Squadra       | Tempo    |
| ---- | --------------- | ------------- | -------- |
| 1    | Óscar Freire    | Rabobank      | 4h34'19" |
| 2    | Koldo Fernández | Euskaltel     | a 2"     |
| 3    | Manuele Mori    | Saunier Duval | s.t.     |

| Pos. | Corridore      | Squadra         | Tempo     |
| ---- | -------------- | --------------- | --------- |
| 1    | Óscar Freire   | Rabobank        | 20h20'55" |
| 2    | Dario Cioni    | Predictor-Lotto | a 1"      |
| 3    | Tadej Valjavec | Lampre          | a 2"      |

## Evoluzione delle classifiche
| Tappa              | Vincitore          | Classifica generale | Classifica scalatori | Classifica a punti | Classifica traguardi volanti | Classifica combinata | Classifica a squadre   |
| ------------------ | ------------------ | ------------------- | -------------------- | ------------------ | ---------------------------- | -------------------- | ---------------------- |
| 1ª                 | Dario Cioni        | Dario Cioni         | Dario Cioni          | Dario Cioni        | Antón Luengo                 | Dario Cioni          | Predictor-Lotto        |
| 2ª                 | Óscar Freire       | Dario Cioni         | José Alberto Benítez | Óscar Freire       | Antón Luengo                 | Dario Cioni          | Euskaltel-Euskadi      |
| 3ª                 | Max van Heeswijk   | Dario Cioni         | José Alberto Benítez | Óscar Freire       | Antón Luengo                 | Dario Cioni          | Euskaltel-Euskadi      |
| 4ª                 | Tom Boonen         | Dario Cioni         | José Alberto Benítez | Óscar Freire       | Marcus Burghardt             | Dario Cioni          | Euskaltel-Euskadi      |
| 5ª                 | Óscar Freire       | Óscar Freire        | José Alberto Benítez | Óscar Freire       | Marcus Burghardt             | Dario Cioni          | Fuerteventura-Canarias |
| Classifiche finali | Classifiche finali | Óscar Freire        | José Alberto Benítez | Óscar Freire       | Marcus Burghardt             | Dario Cioni          | Fuerteventura-Canarias |

## Classifiche finali

### Classifica generale
| Pos. | Corridore              | Squadra         | Tempo     |
| ---- | ---------------------- | --------------- | --------- |
| 1    | Óscar Freire           | Rabobank        | 20h20'55" |
| 2    | Dario Cioni            | Predictor-Lotto | a 1"      |
| 3    | Tadej Valjavec         | Lampre          | a 2"      |
| 4    | Francisco José Ventoso | Saunier Duval   | s.t.      |
| 5    | Koldo Fernández        | Euskaltel       | a 6"      |
| 6    | Francisco Mancebo      | Relax-GAM       | s.t.      |
| 7    | Roger Hammond          | T-Mobile        | s.t.      |
| 8    | Luis Pasamontes        | Unibet.com      | s.t.      |
| 9    | Linus Gerdemann        | T-Mobile        | s.t.      |
| 10   | Rodrigo García         | Fuerteventura   | s.t.      |

### Classifica a punti
| Pos. | Corridore              | Squadra        | Punti |
| ---- | ---------------------- | -------------- | ----- |
| 1    | Óscar Freire           | Rabobank       | 100   |
| 2    | Francisco José Ventoso | Saunier Duval  | 60    |
| 3    | José Joaquín Rojas     | Caisse d'Epar. | 54    |
| 4    | Koldo Fernández        | Euskaltel      | 52    |
| 5    | Tadej Valjavec         | Lampre         | 40    |

### Classifica scalatori
| Pos. | Corridore            | Squadra         | Punti |
| ---- | -------------------- | --------------- | ----- |
| 1    | José Alberto Benítez | Saunier Duval   | 12    |
| 2    | Beñat Albizuri       | Euskaltel       | 9     |
| 3    | Dario Cioni          | Predictor-Lotto | 6     |
| 4    | Piet Rooijakkers     | Skil-Shimano    | 6     |
| 5    | Eric Baumann         | T-Mobile        | 5     |

### Classifica traguardi volanti
| Pos. | Corridore          | Squadra      | Tempo |
| ---- | ------------------ | ------------ | ----- |
| 1    | Marcus Burghardt   | T-Mobile     | 11    |
| 2    | Antton Luengo      | Euskaltel    | 9     |
| 3    | Eric Baumann       | T-Mobile     | 9     |
| 4    | José Antonio López | Andalucia    | 7     |
| 5    | Piet Rooijakkers   | Skil-Shimano | 6     |

### Classifica a squadre
| Pos. | Squadra                | Tempo     |
| ---- | ---------------------- | --------- |
| 1    | Fuerteventura-Canarias | 61h03'07" |
| 2    | Saunier Duval-Prodir   | a 1"      |
| 3    | T-Mobile Team          | a 15"     |
| 4    | Euskaltel-Euskadi      | a 30"     |
| 5    | Unibet.com             | a 34"     |